# Ernst Steinitz

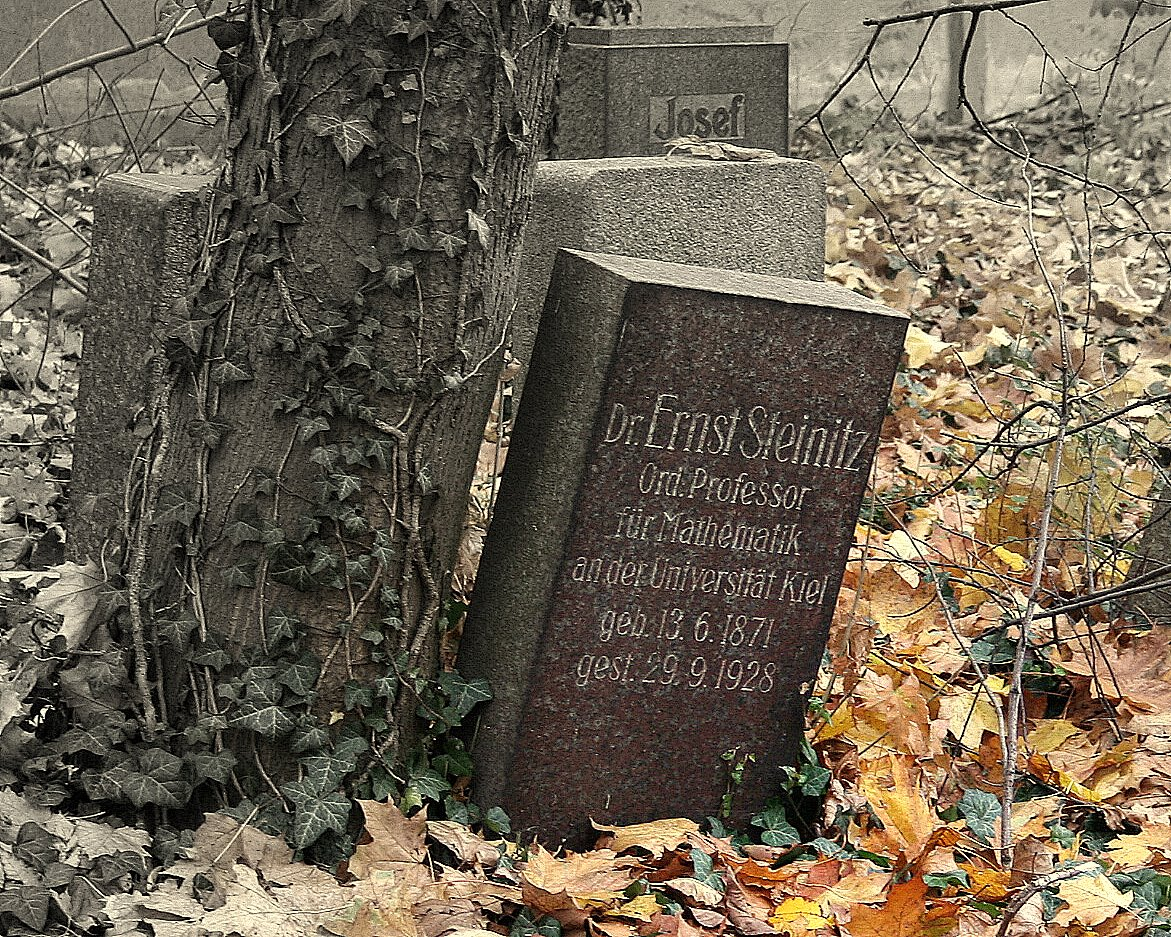
Grafsteen van Ernst Steinitz op de Joodse begraafplaats in Wrocław (Lotnicza-straat).

Ernst Steinitz (Laurahütte, 13 juni 1871 - Kiel, 29 september 1928) was een Duits wiskundige van Joodse komaf.

## Levensloop
Steinitz werd geboren in Laurahütte (Siemianowice Śląskie), Silezië, Duitsland (nu in Polen), als de zoon van Sigismund Steinitz, een joodse kolenhandelaar en zijn vrouw Auguste Cohen. Hij was een van drie broers. Hij studeerde aan de Universiteit van Breslau en de Universiteit van Berlijn. In 1894 promoveerde hij aan de Universiteit van Breslau. Na zijn afstuderen bekleedde hij posities in Charlottenberg (nu de Technische Universiteit Berlijn), Breslau, en de Universiteit van Kiel, waar hij in 1928 overleed. Steinitz trouwde met Martha Steinitz en had een zoon.

## Wiskundige werken
Steinitz' proefschrift uit 1894 ging over het onderwerp van projectieve configuraties; het bevatte het resultaat dat een abstracte beschrijving van een incidentiestructuur van drie lijnen per punt en drie punten per lijn zou kunnen worden gerealiseerd als een configuratie van rechte lijnen in het Euclidische vlak met de mogelijke uitzondering van een van de lijnen. Zijn proefschrift bevat het bewijs van de stelling van König voor reguliere bipartiete grafen.
In 1910 publiceerde Steinitz zijn zeer invloedrijke artikel Algebraische Theorie der Körper (Nederlands: Algebraïsche theorie van velden) in Crelle's Journal (1910, p167-309).
In dit artikel onderzoekt hij de eigenschappen axiomatisch van velden en definieert belangrijke concepten zoals karakteristiek, perfect veld en de transcendentiegraad van een velduitbreiding. Steinitz bewees dat elk veld een algebraïsche afsluiting heeft. Hij leverde ook fundamentele bijdragen aan de theorie van de veelvlakken: de stelling van Steinitz voor veelvlakken is dat de 1-skeletten van convexe veelvlakken precies de 3-verbonden planaire grafen zijn. Zijn werk op dit gebied werd in 1934 postuum in boekvorm gepubliceerd, Vorlesungen über die Theorie der Polyeder unter Einschluss der Elemente der Topologie, door Hans Rademacher.